# June Friday
June Friday è un film muto del 1915 diretto da Duncan McRae.

## Trama
Per sfuggire alla brutalità del marito, un tossicodipendente, Mary Blake, dopo aver abbandonato la sua bambina sulla porta di un negozio, si suicida annegandosi. La piccola, che viene chiamata June Friday dal mese e dal giorno in cui è stata trovata, viene allevata da Harriet Huntley, la proprietaria del negozio.
Diciotto anni dopo, June, mentre si trova in vacanza a New York, conosce Paul Duncan. Affascinata dalle storia sulla grande città che lui le racconta, la ragazza decide di non tornare a vivere con la donna che l'ha cresciuta e che non si è dimostrata per lei una buona madre. Duncan le trova un lavoro come manicure, ma poi le fa delle avances che June respinge. L'uomo, allora, la chiede in moglie. La ragazza non sa, però, che il matrimonio è finto, celebrato da un falso pastore che non è altri che il valletto dello stesso Duncan, un uomo che si presta a tener bordone ai maneggi del suo datore di lavoro. La zio di Duncan scopre la trappola in cui è caduta June e intima al nipote di andarsene, facendolo partire per il Sudamerica.
Intanto Blake, il valletto, ha scoperto che June è sua figlia, la bambina nata dal suo matrimonio con Mary, la donna che si era suicidata a causa sua. Dopo che il padre ha confessato tutto a June, lei si trova libera e accetta le attenzioni di Tom Van Est, un avvocato che lei ignora essere amico di Duncan. La coppia vive felicemente per tre anni finché Duncan non torna a New York. Rivedendo June, tenta di abusare di lei: la donna però si difende, finendo per ucciderlo. Blake, per salvare la figlia, si accusa del delitto e poi si suicida.

## Produzione
Il film fu prodotto dalla Edison Company.

## Distribuzione
Distribuito dalla General Film Company, il film uscì nelle sale cinematografiche USA il 6 agosto 1915.